# Acentronichthys leptos
Acentronichthys leptos es una especie de pez de la familia Heptapteridae en el orden de los Siluriformes.

## Morfología
Los machos pueden llegar alcanzar los 9,1 cm de longitud total.

## Hábitat
Es un pez de agua dulce y de clima tropical.

## Distribución geográfica
Se encuentran en Sudamérica: arroyos costeros desde  Río de Janeiro hasta Santa Catarina (Brasil). También está presente en São Mateus (Espírito Santo, Brasil ).